# Liste der Biografien/Smu
Liste der Biografien |
Portal Biografien |
Personensuche
# |
A |
B |
C |
D |
E |
F |
G |
H |
I |
J |
K |
L |
M |
N |
O |
P |
Q |
R |
S |
T |
U |
V |
W |
X |
Y |
Z |
?
 
Sa |
Sb |
Sc |
Sd |
Se |
Sf |
Sg |
Sh |
Si |
Sj |
Sk |
Sl |
Sm |
Sn |
So |
Sp |
Sq |
Sr |
Ss |
St |
Su |
Sv |
Sw |
Sy |
Sz
 
Sma |
Smb |
Sme |
Smi |
Smj |
Smo |
Smr |
Smu |
Smy
Die Liste der Biografien führt alle Personen auf, die in der deutschsprachigen Wikipedia einen Artikel haben. Dieses ist eine Teilliste mit 50 Einträgen von Personen, deren Namen mit den Buchstaben „Smu“ beginnt.

## Smu

### Smuc
- Smuch, Walter (* 1953), deutscher Handballspieler und Handballtrainer
- Smucker, Lloyd (* 1964), US-amerikanischer Politiker der Republikanischen Partei
- Šmucler, Roman (* 1969), tschechischer Zahnarzt, Kieferchirurg, Hochschullehrer, Unternehmer, Moderator und Drehbuchautor

### Smud
- Smuda, Franciszek (1948–2024), polnischer Fußballspieler
- Smuda, Karl-Heinz (* 1961), deutscher Ghostwriter, Lektor und Verleger
- Smuda, Robert, deutscher Turner
- Smuda, Sigrid (* 1960), deutsche Eisschnellläuferin
- Smuda, Wolfgang (* 1944), deutscher Fußballspieler
- Smudek, Jan (1915–1999), tschechischer Widerstandskämpfer
- Šmudla, Ivan (* 1959), kroatischer Fußballspieler und Fußballtrainer

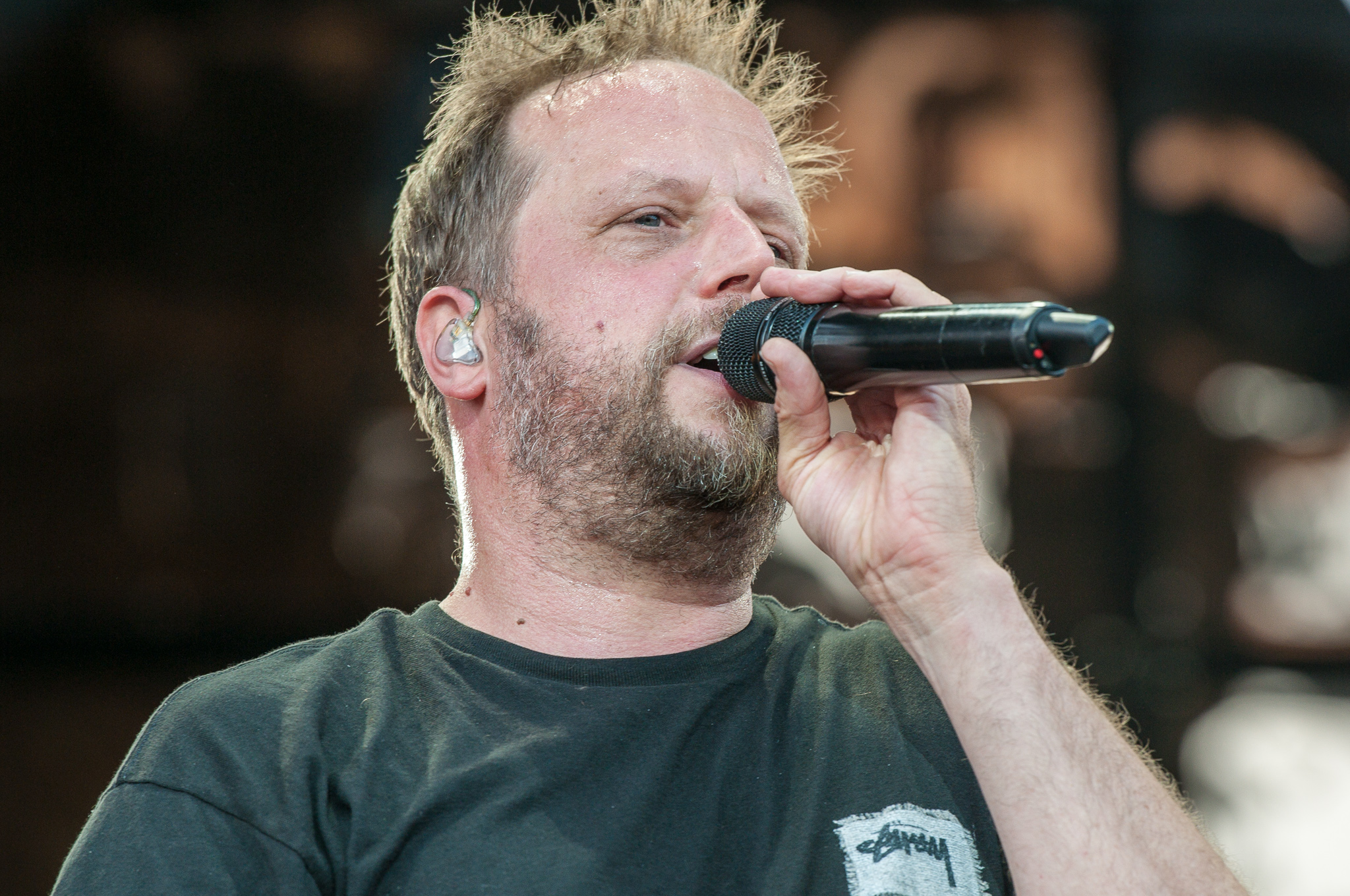
Smudo (* 1968)

- Smudo (* 1968), deutscher MusikerSmudo (* 1968)

### Smug
- Smuglewicz, Antoni (1740–1810), polnischer Maler des Rokoko und Klassizismus
- Smuglewicz, Franciszek (1745–1807), polnisch-litauischer Maler und Zeichner
- Smuglewicz, Łukasz (1709–1780), polnischer Maler des Rokoko

### Smuk
- Smukulis, Gatis (* 1987), lettischer Radrennfahrer

### Smul
- Smula, Elli (1914–1943), deutsche Straßenbahnschaffnerin und NS-Opfer
- Smulders, Ben (* 1960), niederländischer Jurist und Richter am Europäischen Gerichtshof
- Smulders, Brad (* 1983), niederländisch-kanadischer Eishockeyspieler
- Smulders, Cobie (* 1982), kanadische Film- und FernsehschauspielerinCobie Smulders (* 1982)

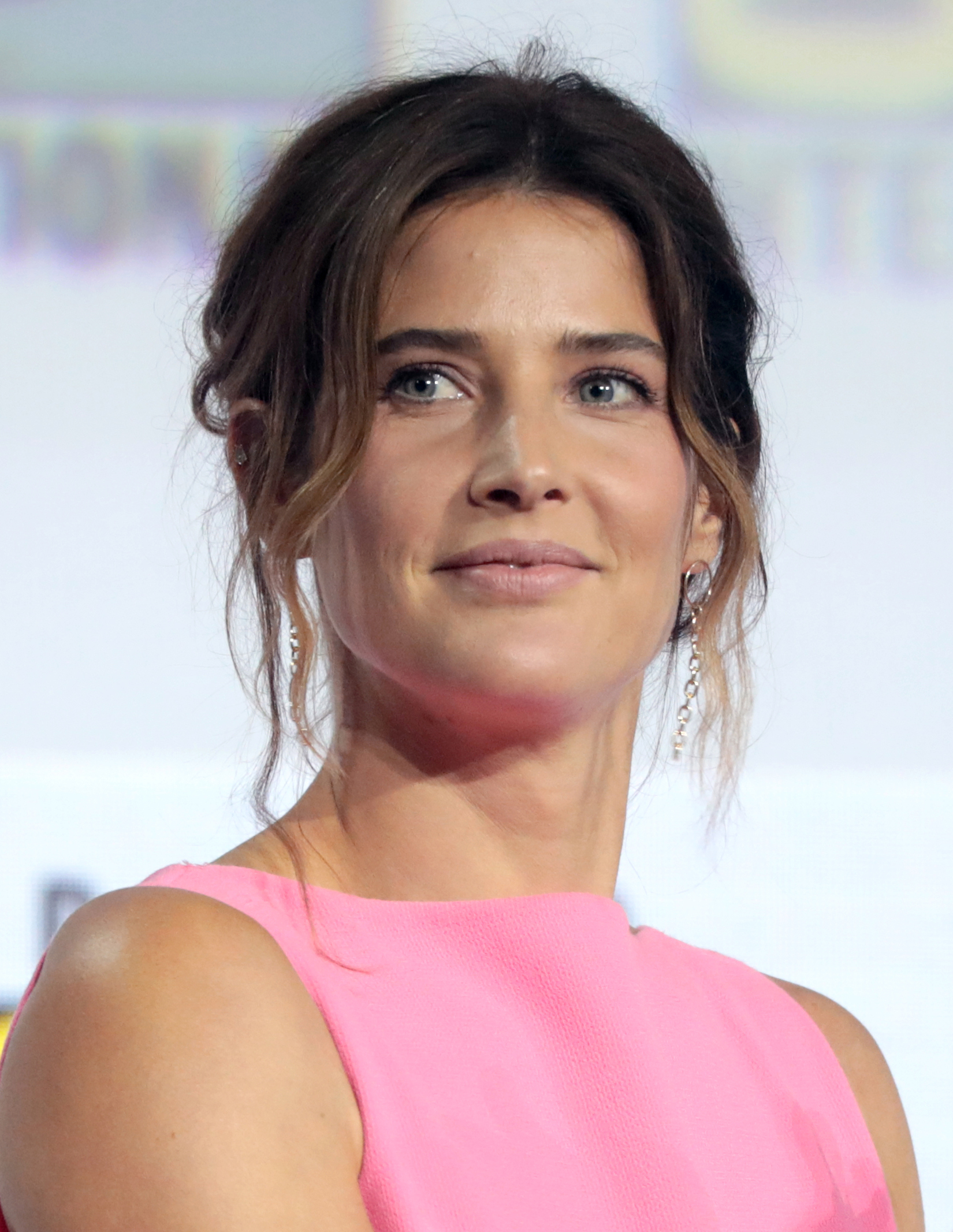
Cobie Smulders (* 1982)

- Smulders, Henri (1863–1933), niederländischer Segler
- Smulders, Jonas (* 1994), niederländischer Filmschauspieler
- Smulders, Laura (* 1993), niederländische Radrennfahrerin
- Smulders, Lily Eversdijk (1903–1994), niederländische Anwältin, Porträtkünstlerin und Weltreisende
- Smulders, Marlies (* 1982), niederländische Ruderin
- Smulders, Merel (* 1998), niederländische Radrennfahrerin
- Smulders, Silke (* 2001), niederländische Radrennfahrerin
- Smullin, Louis (1916–2009), US-amerikanischer Elektrotechniker
- Smullyan, Raymond (1919–2017), US-amerikanischer Mathematiker, Logiker und Autor
- Smulyan, Gary (* 1956), US-amerikanischer Baritonsaxophonist

### Smun
- Smunnincx, Helena († 1733), niederländische Dichterin und Zeichnerin

### Smur
- Smura, Paul (1889–1957), deutscher Maler und Gewerkschafter
- Smurfit, Michael (* 1936), irischer Unternehmer
- Smurfit, Victoria (* 1974), irische Schauspielerin
- Smurl, James F. (1934–2007), US-amerikanischer römisch-katholischer Theologe und Religionswissenschaftler
- Smurzyński, Jerzy (* 1928), polnischer Rundfunkjournalist und Historiker

### Smus
- Smuss, Michael (* 1926), israelisch-US-amerikanischer Überlebender des Holocaust
- Smuszynski, Thomas (* 1963), deutscher Metal-Bassist

### Smut
- Smutná, Kateřina (* 1983), tschechische, später österreichische Skilangläuferin
- Smutná, Lucie (* 1991), tschechische Volleyballspielerin
- Smutniak, Kasia (* 1979), polnische Schauspielerin und Model
- Smutny, Daniel (* 1976), deutscher Komponist
- Smutny, Engelbert (1917–1972), österreichischer Fußballspieler
- Smutny, Franz (1867–1932), österreichischer Sportpionier, Erfinder, Beamter und Journalist
- Smutný, Jiří (* 1932), tschechischer Komponist, Dirigent und Musikpädagoge
- Smutný, Pavel (* 1975), tschechischer Komponist
- Smutný, Vladimír (1942–2025), tschechischer Kameramann
- Smuts, Barbara (* 1950), Verhaltensforscherin und Anthropologin
- Smuts, Jan Christiaan (1870–1950), südafrikanischer Staatsmann und GeneralJan Christiaan Smuts (1870–1950)

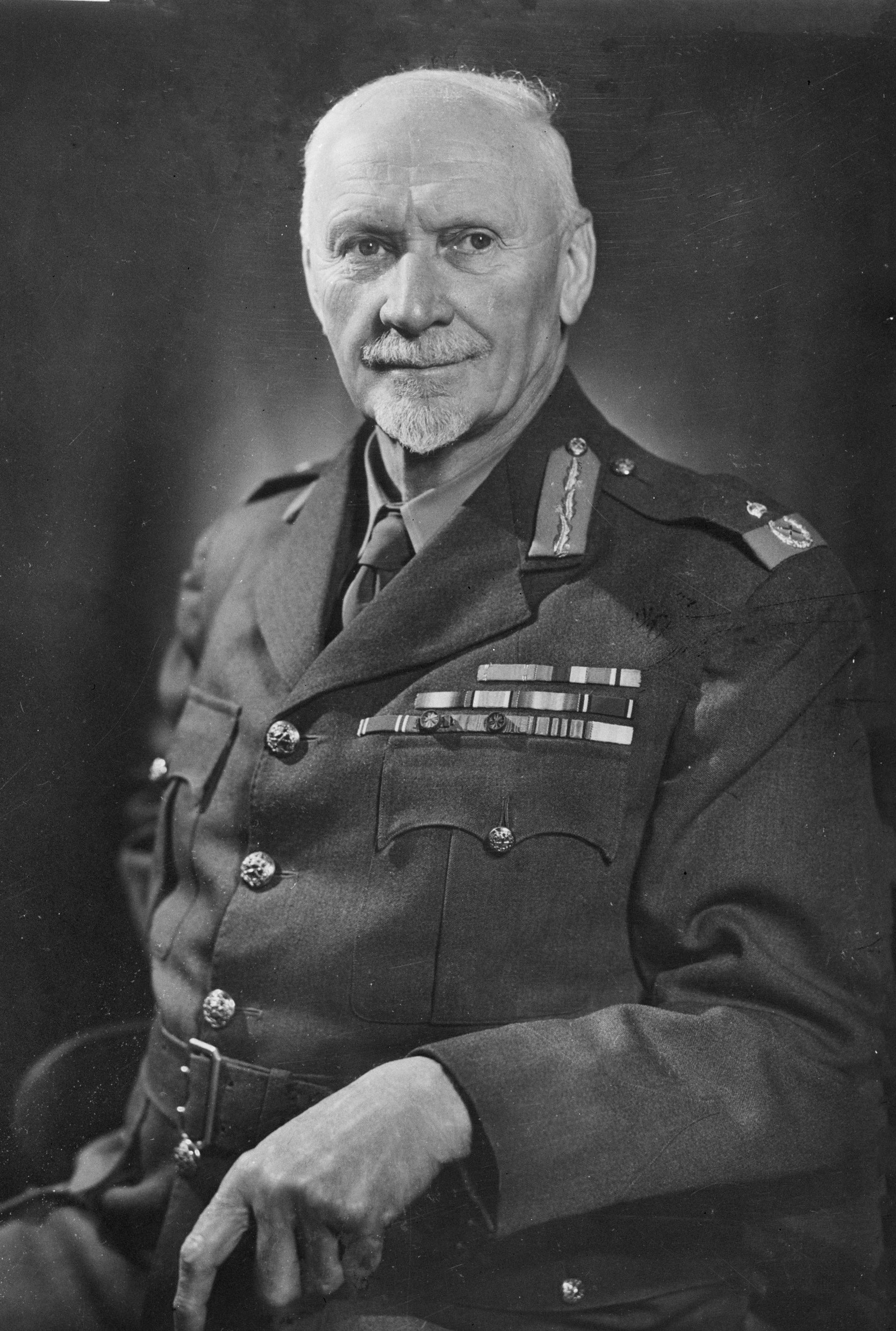
Jan Christiaan Smuts (1870–1950)

- Smuts, Sonia (* 1991), südafrikanische Leichtathletin

### Smuu
- Smuul, Juhan (1922–1971), estnischer Schriftsteller und Lyriker